# عسغر أباد تبة
عسغر أباد تبة هي قرية في مقاطعة أرومية، إيران. عدد سكان هذه القرية هو 712 في سنة 2006.